# 横浜市立緑園義務教育学校
横浜市立緑園義務教育学校（よこはましりつ りょくえんぎむきょういくがっこう）は神奈川県横浜市泉区緑園五丁目にある義務教育学校である。本校は、霧が丘、西金沢に次いで、横浜市内3校目の義務教育学校となる。
通称として横浜市立義務教育学校緑園学園（よこはましりつぎむきょういくがっこうりょくえんがくえん）を用いている。

## 概要
既存の緑園東小学校（横浜市泉区緑園地区）を再整備し、9年間一貫した教育を行う施設一体型の義務教育学校として開校した。なお、緑園東小学校の校舎は、前期課程の校舎として継続使用する。

## 沿革
- 2020年（令和2年）度 - 校舎増築工事（1期工事）、改修工事（2期工事）実施。
- 2021年（令和3年）度 - 改修工事（2期工事）実施
- 2021年（令和3年）
  - 10月28日 - 緑園東小学校にて、「緑園学園開校説明会」を開催。
  - 10月29日 - 緑園西小学校にて、「緑園学園開校説明会」を開催。
- 2022年（令和4年）
  - 2月9日 - 緑園東小学校にて、新7年生（中学1年生相当）保護者向けの「進級説明会」を開催。
  - 3月23日 - 後期課程へ進級・転入予定の児童生徒向け施設見学会実施。
  - 4月1日 - 開校。開校式挙行。
  - 10月31日 - 最初の文化祭開催。
- 2023年（令和5年）
  - 3月8日 - 第1回卒業証書授与式挙行。
  - 3月17日 - 第1回修了証書授与式（小学校卒業式相当）挙行。
  - 3月24日 - 最初の修了式と離退任式挙行。

## 学校教育目標
- ○自ら学び、考え、表現し、問題解決する力の育成
- ○自他の生命を尊重し、心と体の健康を向上していく力
- ○他者と協働し、よりよい生き方を創造する力の育成

## 在籍者数
2022年4月1日の開校時点

### 前期課程
| 学年 | 1年 | 2年 | 3年 | 4年 | 5年 | 6年 | 個別支援 | 合計 |
| ---- | --- | --- | --- | --- | --- | --- | -------- | ---- |
| 学級 | 4   | 4   | 4   | 4   | 4   | 3   | 5        | 28   |
| 児童 | 129 | 135 | 118 | 128 | 135 | 109 | 36       | 790  |

### 後期課程
| 学年 | 7年 | 8年 | 9年 | 個別支援 | 合計 |
| ---- | --- | --- | --- | -------- | ---- |
| 学級 | 3   | 2   | 2   | 1        | 8    |
| 生徒 | 94  | 68  | 79  | 7        | 248  |

## 通学区域
出典：
- 泉区
  - 池の谷
  - 岡津町（2777番地10号、2790番地(2号～8号・10号・15号～17号)、2796番地、2802番地、2806番地～2808番地、2831番地～2833番地、3013番地）
  - 新橋町（1303番、1305番地、1306番地、1307番地(2号・3号)、1331番地(4号・7号)、1332番地、1337番地(1号～17号・20号～41号・43号～46号・50号・51号・58号～64号)、1338番地、1339番地(2号・3号・7号～11号)、1342番地(1号・3号～9号・12号・13号・16号～20号・22号・23号・27号・28号)、1343番地、1347番地(1号～131号・133号～140号・142号～147号・149号～156号・158号・159号・161号～173号)、1348番地～1350番、1352番地～1355番地、1357番地、1358番地、1360番地～1374番地、1413番地～1417番地、1418番地3号、1420番地～1459番地、1463番地、1464番地1号、1465番地～1473番地、1477番地4号、1509番地～1512番地、1514番地～1519番地、1520番地(5号・6号)、1588番地、1755番地～1760番地、1762番地）
  - 緑園一丁目
  - 緑園二丁目
  - 緑園三丁目
  - 緑園四丁目
  - 緑園五丁目
  - 緑園六丁目
  - 緑園七丁目
- 戸塚区
  - 名瀬町（2097番地～2100番地、2121番地(道路以西)、2128番地～2131番地、2133番地、2145番地、2146番地、2149番地～2239番地、2259番地、2265番地2号～2483番地、2485番地～2487番地、2501番地～2508番地、2513番地、2524番地、2600番地以降）

## 周辺
- サンステージ緑園都市
- 戸塚カントリークラブ
  - なお、本校は戸塚区との区境線に近い。

## アクセス
- 相鉄バス「旭17」・「旭89」の各系統で、「サンモール商店街」バス停下車後、徒歩約250m・約4分。
- 相模鉄道いずみ野線緑園都市駅から、徒歩約820m・約13分。
  - なお、相鉄いずみ野線の線路は近くを通るが、駅までは若干距離がある。